# Copa Real Federación Española de Fútbol 2017-18
La Copa Real Federación Española de Fútbol 2017-18 fue la 25.ª edición de dicha competición española. Se disputa en dos fases, una entre equipos de la misma comunidad autónoma entre julio y noviembre dependiendo de la autonomía. La segunda fase es la fase nacional, en la que los campeones de cada comunidad se enfrentan a equipos eliminados de las primeras rondas de la Copa del Rey. En esta competición, a diferencia de la Copa del Rey, pueden participar los filiales de los equipos siempre que no participe también el primer equipo.
Esta competición se inició el 26 de julio de 2017 y finalizó el 11 de abril de 2018.

## Equipos clasificados

### Campeón vigente
- Atlético Saguntino

### Campeones regionales
| - CD Huétor Tájar - Betis Deportivo Balompié - UP Langreo - Utebo FC - RCD Mallorca B - CD Tenerife B - UM Escobedo - CP Villarrobledo - Burgos CF | - FC Vilafranca - Alavés B - UP Plasencia - Silva SD - UD San Sebastián de los Reyes - FC Cartagena B - SD Logroñés - CD Ardoi - Ontinyent CF |

### Eliminados de la Copa del Rey
| - Arcos CF - SD Tarazona - Real Avilés - UD Melilla (R) - CD Toledo (R) - CF Badalona (R) - Real Unión (R) - CF Villanovense - CP Cacereño (R) | - Gimnástica Torrelavega (R) - Racing de Santander (R) - UD San Fernando - Pontevedra CF - Rápido de Bouzas - CF Rayo Majadahonda - UCAM Murcia CF - Peña Sport FC - CD Olímpic de Xàtiva |

(R) renuncia a disputar la competición.

## Fase nacional

### Dieciseisavos de final
El sorteo correspondiente a los dieciseisavos de final se efectuó el 31 de octubre de 2017.

Los partidos de ida de esta fase se disputaron el 29 de noviembre de 2017 y los de vuelta el 13 de diciembre de 2017
| Equipo 1                      | Agr.        | Equipo 2                 | Ida | Vuelta |
| ----------------------------- | ----------- | ------------------------ | --- | ------ |
| Real Avilés                   | 1-1         | Burgos CF                | 1-1 | 0-0    |
| Silva SD                      | 0-5         | UP Langreo               | 0-3 | 0-2    |
| Rápido de Bouzas              | 0-4         | Pontevedra CF            | 0-1 | 0-3    |
| CD Ardoi                      | 2-4         | Utebo FC                 | 2-2 | 0-2    |
| Peña Sport FC                 | 2-1         | Alavés B                 | 0-1 | 2-0    |
| SD Tarazona                   | 0-2         | SD Logroñés              | 0-1 | 0-1    |
| UP Plasencia                  | 1-1 (4-3 p) | UD San Fernando          | 1-0 | 0-1    |
| CF Villanovense               | 7-3         | CD Tenerife B            | 4-0 | 3-3    |
| UD San Sebastián de los Reyes | 2-1         | CF Rayo Majadahonda      | 1-1 | 1-0    |
| FC Cartagena B                | 1-6         | Ontinyent CF             | 1-2 | 0-4    |
| CD Olímpic de Xàtiva          | 1-8         | UCAM Murcia CF           | 0-3 | 1-5    |
| Atlético Saguntino            | 3-1         | RCD Mallorca B           | 2-1 | 1-0    |
| Arcos CF                      | 2-5         | Betis Deportivo Balompié | 2-3 | 0-2    |
| CP Villarrobledo              | 6-2         | CD Huétor Tájar          | 5-0 | 1-2    |

Exentos:  FC Vilafranca y  UM Escobedo

### Octavos de final
El sorteo correspondiente a los octavos de final se efectuó el viernes 15 de diciembre de 2017.

Los partidos de ida de esta fase se disputaron el 10 de enero de 2018 y los de vuelta el 24 de enero de 2018.
| Equipo 1                      | Agr. | Equipo 2           | Ida | Vuelta |
| ----------------------------- | ---- | ------------------ | --- | ------ |
| UP Langreo                    | 2-4  | UM Escobedo        | 0-3 | 2-1    |
| Burgos CF                     | 3-3  | Pontevedra CF      | 3-1 | 0-2    |
| FC Vilafranca                 | 6-2  | Peña Sport FC      | 3-0 | 3-2    |
| SD Logroñés                   | 5-3  | Utebo FC           | 2-2 | 3-1    |
| Betis Deportivo Balompié      | 2-2  | CF Villanovense    | 1-0 | 1-2    |
| UD San Sebastián de los Reyes | 2-3  | UP Plasencia       | 2-2 | 0-1    |
| UCAM Murcia CF                | 2-3  | Atlético Saguntino | 1-2 | 1-1    |
| CP Villarrobledo              | 3-4  | Ontinyent CF       | 2-2 | 1-2    |

### Cuartos de final
El sorteo correspondiente a los cuartos de final se efectuó el viernes 26 de enero de 2018.

Los partidos de ida de esta fase se disputaron el 7 de febrero de 2018 y los de vuelta el 21 de febrero de 2018.
| Equipo 1                 | Agr. | Equipo 2           | Ida | Vuelta |
| ------------------------ | ---- | ------------------ | --- | ------ |
| FC Vilafranca            | 2-2  | SD Logroñés        | 1-0 | 1-2    |
| Pontevedra CF            | 1-1  | UM Escobedo        | 0-0 | 1-1    |
| UP Plasencia             | 1-2  | Atlético Saguntino | 0-2 | 1-0    |
| Betis Deportivo Balompié | 2-3  | Ontinyent CF       | 2-0 | 0-3    |

### Semifinales
El sorteo de las semifinales tuvo lugar el viernes 23 de febrero de 2018.

Los partidos de ida de esta fase se disputaron el 7 de marzo de 2018 y los de vuelta el 15 de marzo de 2018.
| Equipo 1      | Agr. | Equipo 2           | Ida | Vuelta |
| ------------- | ---- | ------------------ | --- | ------ |
| Pontevedra CF | 3-2  | Atlético Saguntino | 2-1 | 1-1    |
| FC Vilafranca | 1-3  | Ontinyent CF       | 1-1 | 0-2    |

### Final
Los partidos de ida de esta fase se disputaron el 4 de abril de 2018 y los de vuelta el 11 de abril de 2018.
| Equipo 1     | Agr. | Equipo 2      | Ida | Vuelta |
| ------------ | ---- | ------------- | --- | ------ |
| Ontinyent CF | 0-1  | Pontevedra CF | 0-1 | 0-0    |